# Wu Qi
Wu Qi (ur. ok. 440 p.n.e., zm. 381 p.n.e.) – chiński wojskowy i polityk żyjący w Okresie Walczących Królestw.
Urodził się w państwie Wei. W młodości pobierał nauki u Zixia i Zengzi, uczniów Konfucjusza, sam jednak był wyznawcą filozofii legistycznej. Jako uznany znawca sztuki wojennej służył w państwie Lu. Gdy Lu toczyło wojnę z państwem Qi (408 p.n.e.) Wu chcąc okazać swoją lojalność zamordował własną żonę, tylko dlatego, że pochodziła z kraju wroga. Po pewnym czasie powrócił na służbę do ojczystego Wei, gdzie wsławił się przeprowadzeniem skutecznych reform wojskowych.
Po konflikcie z władcą Wei został skazany na wygnanie. Przeniósł się wówczas do państwa Chu, gdzie został mianowany kanclerzem króla Dao. Jako kanclerz przeprowadził reformę administracji, zyskując sobie wielu wrogów z powodu bezlitosnego karania wszelkich nadużyć. Po śmierci króla Dao w 381 p.n.e. został zamordowany.
Napisał traktat poświęcony sztuce wojennej, podobny pod względem treści do słynnego dzieła autorstwa Sun Zi.